# Samostan Stoudios
Samostan Stoudios, natančneje Samostan svetega Janeza Krstnika "pri Stoudiosu" (starogrško Μονή του Αγίου Ιωάννη του Προδρόμου εν τοις Στουδίου, latinizirano: Monē tou Hagiou Iōannē tou Prodromou en tois Stoudiou), pogosto skrajšan v Stoudios, Studion ali Stoudion (latinsko Studium), je bil grški pravoslavni samostan v Konstantinoplu v današnjem Carigradu, glavnem mestu Bizantinskega cesarstva. Prebivalci samostana so se imenovali 'studiti' ali 'studeti'. Čeprav je bil samostan že pol tisočletja zapuščen, so zakone in običaje Stoudiona za zgled vzeli menihi z gore Atos in mnogih drugih samostanov pravoslavnega sveta in imajo vpliv še danes.
Ruševine samostana stojijo nedaleč od Propontide (Marmarsko morje) v četrti Psamathija, današnja Koca Mustafa Paşa. Leta 462 ga je ustanovil konzul Flavij Studij, rimski patricij, ki se je naselil v Konstantinoplu, samostan pa je bil posvečen svetemu Janezu Krstniku. Njegovi prvi menihi so prišli iz samostana Acoemetae. Danes je spremenjena v mošejo Imrahor (dob. 'Mošeja konjenika'), poimenovano po konjeniku osmanskega sultana Bajazida II., Mirahorju Iliasu Begu.

## Zgodovina
Stouditi so dali prvi dokaz svoje predanosti pravoslavni veri med Akakijevo shizmo (484–519); ostali so zvesti tudi med ikonoklastičnimi spori v 8. in 9. stoletju. Iz samostana in mesta jih je pregnal cesar Konstantin V. Kopronim (vladal 741–775); po njegovi smrti pa so se nekateri vrnili.
Iguman (opat) Sabas iz Stoudiosa je na drugem ekumenskem koncilu v Nikeji (787) vneto branil pravoslavne nauke pred ikonoklasti. Njegov naslednik je bil Teodor Stoudit, kateremu ima samostan največjo slavo in je zlasti pospeševal akademski in duhovni študij. Samostan je prenovil ne le na podlagi zamisli Bazilija Velikega, ampak tudi Pahomija, asketov gazanskih puščav (npr. Barsanufija, Janeza, Doroteja) in Janeza Sinaita. Med vladanjem svetega Teodorja so bili tudi menihi večkrat nadlegovani in odgnani, nekateri so bili usmrčeni.
Teodorjev učenec Naukratij je po koncu ikonoklastičnega spora ponovno vzpostavil disciplino. Iguman Nikolaj (848–845 in 855–858) ni hotel priznati patriarha sv. Fotija in je bil zaradi tega zaprt v svojem samostanu. Nasledilo ga je pet opatov, ki so priznavali patriarha. V tem času se je zaključilo sijajno obdobje Stouditov.
Sredi 11. stoletja, med vladanjem opata Simeona, je menih Niketa Stetatos, učenec Simeona Novega Teologa, v dveh knjigah, ki ju je napisal o uporabi nekvašenega kruha, kritiziral nekatere navade latinske cerkve: sabat in celibat.
Kar zadeva intelektualno življenje samostana v drugih smereh, je še posebej znan po svoji znameniti šoli kaligrafije, ki jo je ustanovil Teodor. Umetnost iluminiranja rokopisov je bila kultivirana s številnimi briljantnimi izdelki samostanskega skriptorija, ki so zdaj v Benetkah, Vatikanu in Moskvi (npr. psalter Chludov). Theodore Psalter, ustvarjen v samostanu v 12. stoletju, je v zbirki Britanske knjižnice.
V 8. in 22. stoletju je bil samostan središče bizantinske verske poezije; številne himne se še vedno uporabljajo v pravoslavni cerkvi. Poleg Teodorja in Nikete je znanih še vrsta drugih teoloških piscev. Trije stouditski menihi so se povzpeli v ekumenske patriarhe; in trije cesarji – Mihael V. Kalafat (vladal 1041–1042), Mihael VII. Dukas (vladal 1071–1078) in Izak I. Komnen (vladal 1057–1059) – so sprejeli meniške zaobljube v Stoudionu.
Leta 1204 so samostan uničili križarji in ga je v celoti obnovil šele leta 1290 Konstantin Paleolog. Ruska romarja Anton (ok. 1200) in Štefan (ok. 1350) sta bila presenečena nad velikostjo samostanskega zemljišča. Domneva se, da je samostan takrat dajal zatočišče kar 700 menihom. Večji del samostana je bil ponovno uničen, ko so Turki leta 1453 zavzeli Konstantinopel.

## Sodobno stanje
Samostansko cerkev iz 5. stoletja, ki ima tloris bazilike, je albanski konjenik Bajazida II., Ilias Beg, spremenil v mošejo İmrahor Camii (dobesedno Mošeja konjenika). Starodavna stavba je utrpela resno škodo zaradi velikega požara leta 1782; potres v Carigradu leta 1894 je tudi prispeval k njegovemu propadu.
Po potresu leta 1894 je skupina ruskih bizantinističnih učenjakov pod vodstvom Fjodorja Uspenskega na samostanskem zemljišču odprla Ruski arheološki inštitut, vendar je bila njegova dejavnost zatrta po ruski revoluciji leta 1917. V naslednjih desetletjih so ruševine samostanskega kompleksa izropali lokalni prebivalci, da bi popravili svoje hiše, medtem ko je veličasten tlak iz 13. stoletja še vedno izpostavljen vremenu »in počasi, a vztrajno izginja«. Leta 2013 so bili objavljeni načrti, da naj bi cerkev, trenutno muzej, po obnovi spremenili v mošejo. Leta 2023 je bilo napovedano, da naj bi se obnova stavbe začela pozneje istega leta in je potekala od januarja 2024.
- Ulični pogled na samostan
- Zunanje stene samostana
- Apsida